# Action Bronson
Ariyan Arslani (Nova Iorque, 2 de dezembro de 1983), conhecido artisticamente como Action Bronson, é um rapper, escritor, chefe de cozinha e apresentador norte-americano.